# Station F

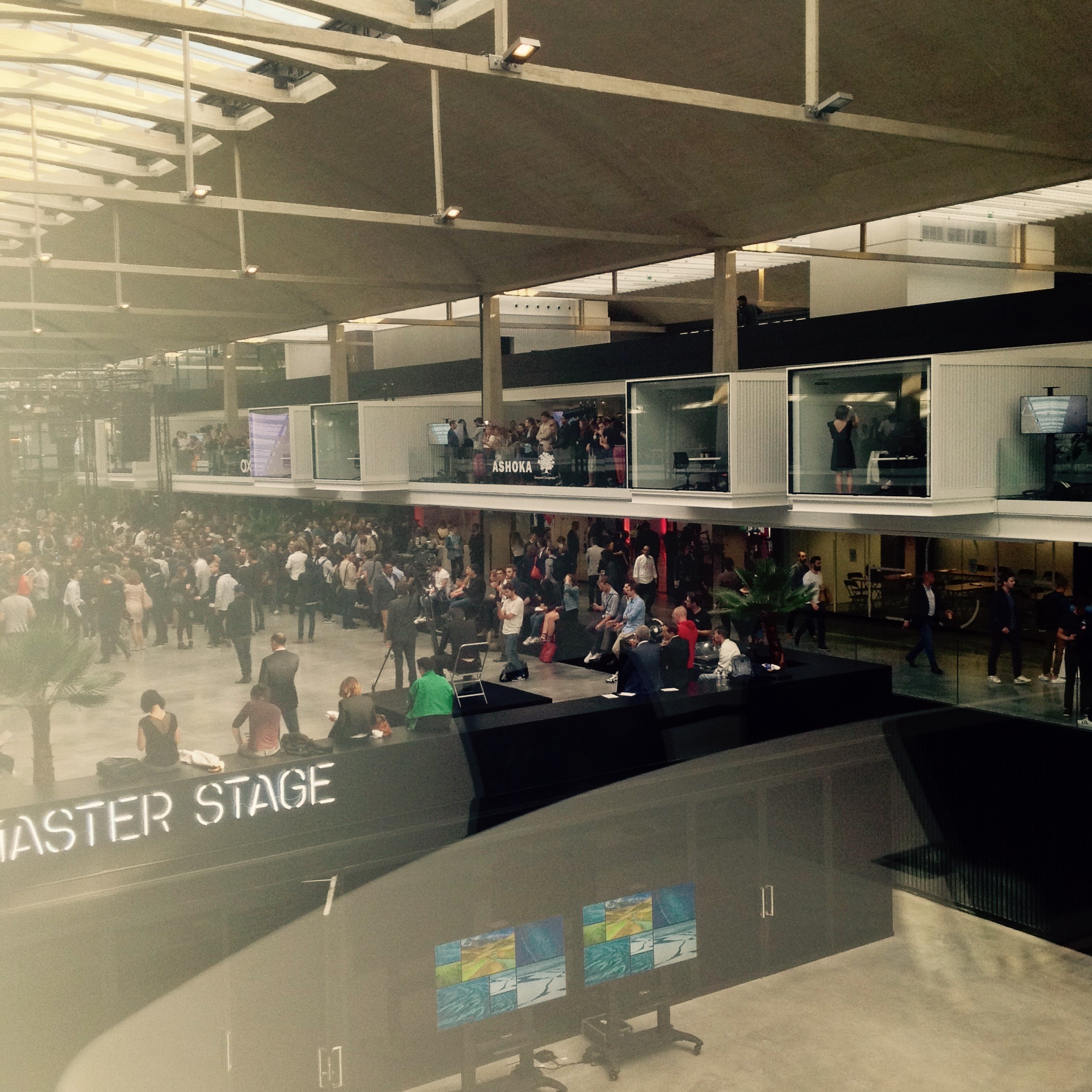
Station F

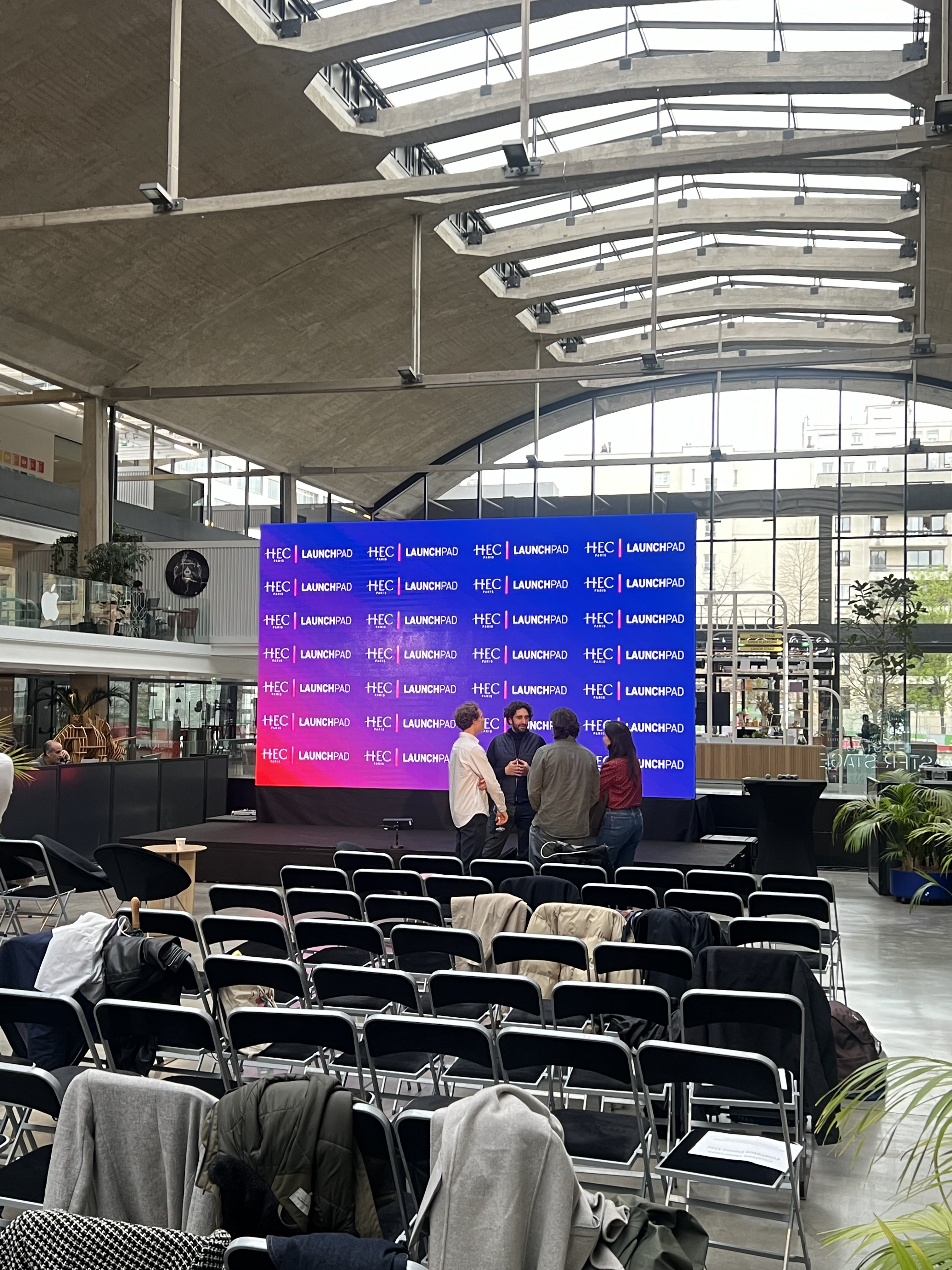
HEC Paris Startup Launchpad Demo Day 2024

Station F 是一家初創企業園區，於2017年6月29日開幕，佔地34,000平方米，位於巴黎的Halle Freyssinet。 它由Xavier Niel創建，由Roxanne Varza導演。 它是世界上最大的創業園區。

## 校區
F站校園佔地34,000平方米，擁有3,000多個工作站的啟動區域，一個市場，26個國際支持和加速計劃，活動空間以及多個用餐場所。 該建築有會議空間，餐廳，三個酒吧和一個可容納370個座位的禮堂。 孵化器中還提供了對初創企業的運作至關重要的服務：投資基金，晶圓廠實驗室，3D打印機和公共服務。

該校區是不同學校的合作夥伴，例如歐洲最好的商學院巴黎HEC商學院。

## 外部連結
- 官方网站